# Purwodadi (Pulau Rimau)
Purwodadi is een bestuurslaag in het regentschap Banyuasin van de provincie Zuid-Sumatra, Indonesië. Purwodadi telt 825 inwoners (volkstelling 2010).